# 屯田西公園
屯田西公園（とんでんにしこうえん）は、札幌市北区にある公園。
札幌市内初の運動公園として開園。屯田防風林の西縁に位置しており、公園内を西野屯田通が縦断している。1979年（昭和54年）にフィンランドから木製遊具が送られている。冬期間はスキー山でスキーやソリ遊びを楽しむことができる。

## 施設
遊水プール
ウォータースライダー・シャワー
利用期間：7月第1日曜日から8月第4日曜日
屋内プール（無料）
利用期間：7月第1日曜日から8月第4日曜日
野球場
夜間照明あり
陸上競技場
サッカー可能
テニスコート
硬式（オムニコート4面、夜間照明あり）
軟式（クレーコート4面、うち2面夜間照明あり）
パークゴルフ場（無料）
利用期間：4月下旬から11月上旬
9ホール（パー33）
ゲートボール場（無料）
利用期間：4月下旬から11月上旬
2面
遊具
ブランコ、砂場、鉄棒、ターザンロープ、コンビネーション遊具、健康遊具

## 北区歴史と文化の八十八選
敷地内には2つの碑があり、北区歴史と文化の八十八選のうち「森と歴史の道〈屯田コース〉」に選定されている。
46.植樹碑
札幌すずらんライオンズクラブが公園内にサクラ約1000本を植樹した記念。
47.はたちのつどい記念塔
タイムカプセル入りの記念塔。

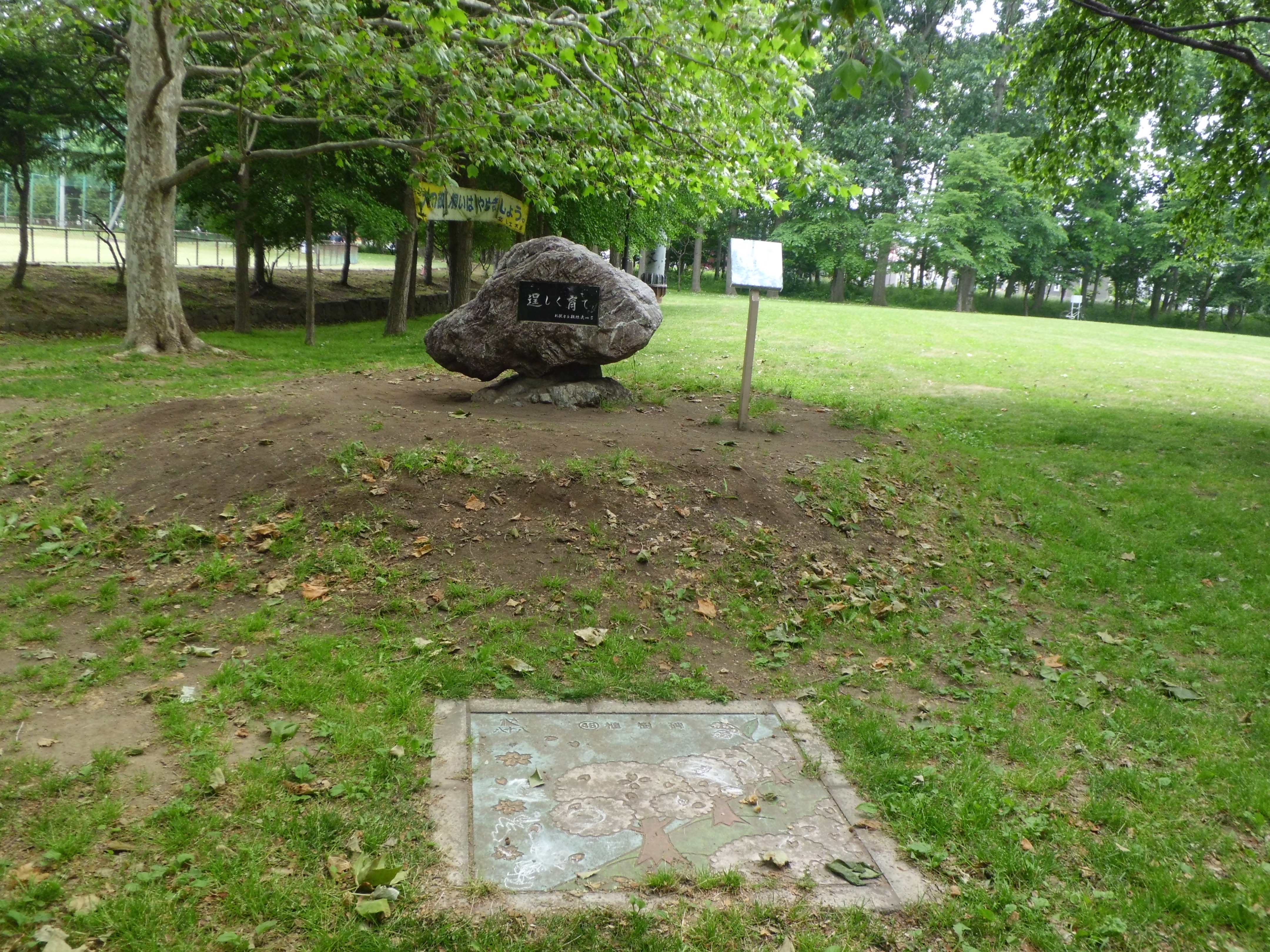
植樹碑
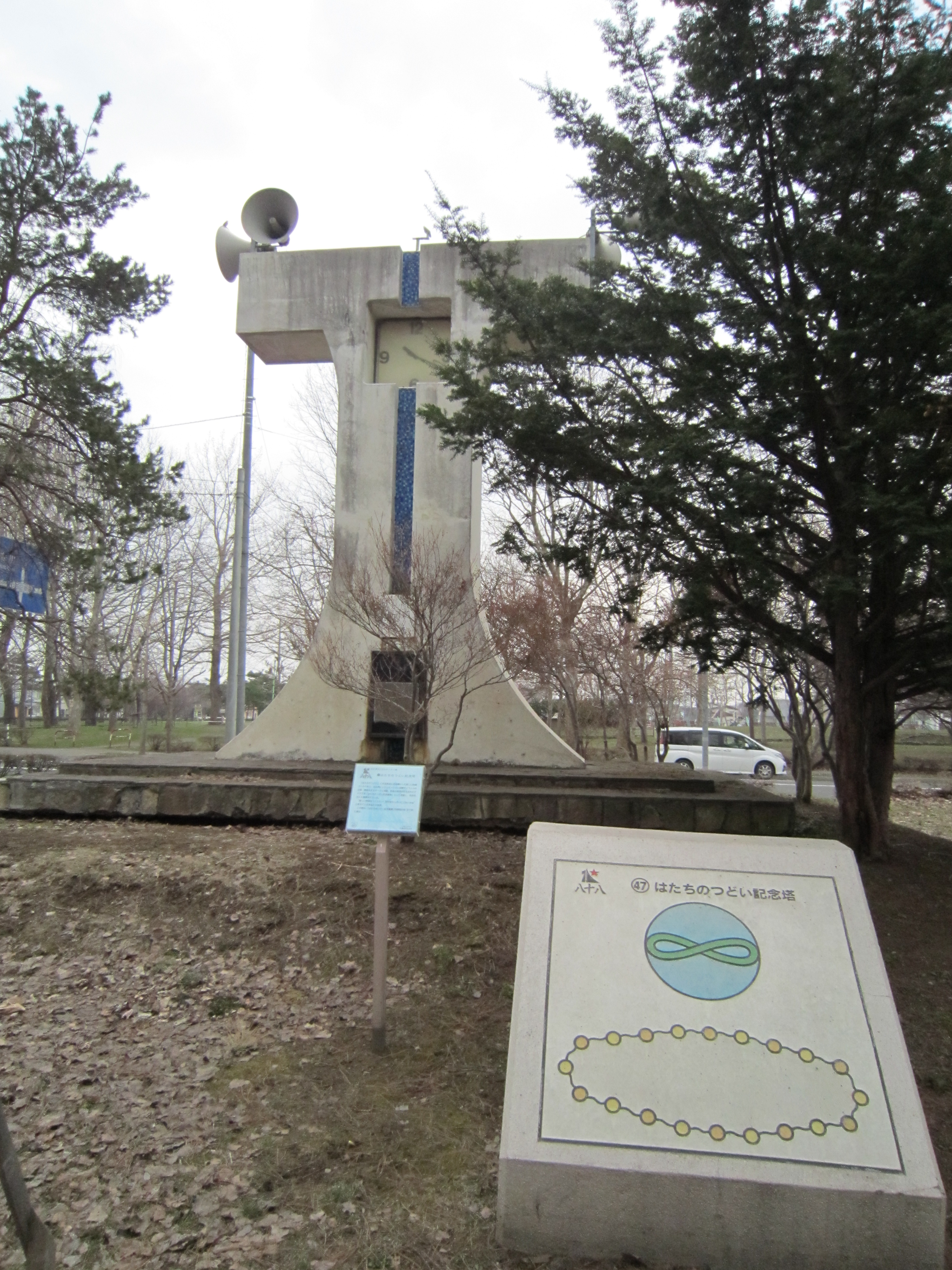
はたちのつどい記念塔

## 参考資料
- 『さっぽろ文庫』 64 公園と緑地、札幌市。2016年6月17日閲覧。